# David Anear
David Anear, född 26 mars 1948, är en australisk bågskytt. Han deltog vid olympiska sommarspelen 1976.